# Attentati di Ankara del 10 ottobre 2015
Gli attentati di Ankara del 10 ottobre 2015 sono stati una serie di attentati terroristici compiuti da terroristi affiliati all'autoproclamato Stato Islamico e sono considerati i più sanguinosi mai avvenuti nella storia della Turchia.

## L'attacco
La mattina di sabato 10 ottobre, alle 10:04, due kamikaze, vicini all'Isis, si sono fatti saltare in aria nella piazza centrale di Ankara, antistante la stazione, dove si stava tenendo un corteo per la pace con i curdi, in opposizione alle politiche del presidente Tayyip Erdogan. Il bilancio finale dell'attacco è di 103 morti e oltre 245 feriti.

## La risposta agli attentati
Dopo l'attentato, numerose manifestazioni vengono organizzate nelle principali città della Turchia. Migliaia di persone protestano in diverse zone di Istanbul. Il corteo più numeroso sfila su İstiklal Caddesi, condannando l'attacco, chiedendo le dimissioni del governo e suggerendo responsabilità del Partito della giustizia e dello sviluppo in quanto accaduto. Un corteo si tiene anche a Smirne.
A Diyarbakır, gli idranti della polizia disperdono la manifestazione, a cui prendono parte anche diversi parlamentari del HDP. Le forze dell'ordine intervengono per impedire le proteste anche a Batman, sostenendo che i manifestanti sono scesi in strada senza un'autorizzazione.
Dopo gli attentati, la città di Ankara ribattezza la piazza della stazione, dandole il nome di piazza della Democrazia.

## Altri attentati in Turchia
L'attentato segue le stragi di Diyarbakır, che nel giugno 2015 costarono la vita a 4 persone che partecipavano a una manifestazione filocurda, e la strage di Suruç, che nell'agosto dello stesso anno fece 33 vittime e oltre 100 feriti. L'attentato è stato condotto da una militante dell'ISIS.
La scia di sangue in Turchia proseguì con l'attentato del 12 gennaio 2016 a Istanbul, che provocó 10 morti e 15 feriti e con l'attentato del 17 febbraio 2016 ad Ankara, quando un'autobomba esplose contro tre convogli militari, causando 28 vittime e 61 feriti in pieno centro. L'attentato venne rivendicato dal PKK curdo.
Il 13 marzo 2016, nello stesso quartiere dove i convogli militari furono attaccati il mese precedente, ad Ankara, un kamikaze si fece saltare in aria contro una stazione degli autobus in pieno centro e davanti a un parco, provocando 32 morti e 125 feriti. L'attentato venne rivendicato dal PKK curdo.
Il 19 marzo 2016 un kamikaze si fece esplodere a Istanbul nella centralissima İstiklal Caddes, contro turisti israeliani e americani, provocando 5 morti e 36 feriti. I sospetti condussero all'ISIS.
Il 7 giugno 2016 un'autobomba esplode a Istanbul vicino a una stazione di un autobus contro un'auto della polizia, provocando 12 morti e 42 feriti. L'attentato è stato rivendicato dal PKK curdo.
L'11 dicembre 2016, per la prima volta dopo il fallito golpe di luglio, Istanbul è vittima di un nuovo attentato. Un'autobomba esplode alle 22:28 locali davanti alla Vodafone Arena, stadio del Beşiktaş. Contemporaneamente, un kamikaze si fa esplodere davanti al Maçka Parkı. Il bilancio finale degli attacchi è di 38 morti e 166 feriti. I sospetti si concentrano sul PKK curdo.
Dal luglio del 2015 la Turchia é oggetto di numerosi attacchi, a seguito della rottura del patto tra PKK e Ankara che aveva assicurato un periodo di tranquillitá per la nazione dal 2011. Inoltre, il paese è diventato anche bersaglio dei miliziani dell'ISIS, autori degli attentati a Suruç dell'agosto 2015, ad Ankara del 10 ottobre 2015, e a Istanbul del 12 gennaio 2016 e del 19 marzo dello stesso anno. Il sud-est turco è spesso bersaglio di attacchi contro soldati e poliziotti per mano dei miliziani curdi del PKK e del TAK.